# Thoiré-sous-Contensor
Thoiré-sous-Contensor település Franciaországban, Sarthe megyében. Lakosainak száma 119 fő (2022. január 1.). Thoiré-sous-Contensor Louvigny, Chérancé, Grandchamp, Les Mées és René községekkel határos.

## Népesség
A település népessége az elmúlt években az alábbi módon változott:
| Lakosok száma | 95   | 87   | 86   | 92   | 99   | 106  | 110  | 113  | 119  |
|               | 2013 | 2015 | 2016 | 2017 | 2018 | 2019 | 2020 | 2021 | 2022 |